# Kandhar
Kandhar é uma cidade  no distrito de Nanded, no estado indiano de Maharashtra.

## Demografia
Segundo o censo de 2001, Kandhar tinha uma população de 20,725 habitantes. Os indivíduos do sexo masculino constituem 53% da população e os do sexo feminino 47%. Kandhar tem uma taxa de literacia de 65%, superior à média nacional de 59.5%: a literacia no sexo masculino é de 73% e no sexo feminino é de 56%. 15% da população está abaixo dos 6 anos de idade.